# 埃德加 (蒙大拿州)
埃德加（英語：Edgar）是位於美國蒙大拿州卡本縣的普查規定居民點。

## 歷史
埃德加的郵局自1909年營運至今。

## 人口
根據2020年美國人口普查的數據，埃德加的面積為1.79平方千米，當中陸地面積為1.76平方千米，而水域面積為0.03平方千米。當地共有人口110人，而人口密度為每平方千米61.45人。